# Youri Messen-Jaschin
Youri Messen-Jaschin (Arosa, 27 gennaio 1941) è un pittore svizzero di origine lettone.

## Biografia

### Parigi e Svizzera
Jaschin studia a Parigi presso l'Accademia Nazionale dell'Arte (tra gli insegnanti vi fu Robert Cami) e L'"École pratique des hautes études" della Sorbona (il cui insegnante di storia dell'arte era Pierre Francastel). Dal 1962 al 1965 frequenta l'"Ecole des Beaux Arts" (Accademia di Belle Arti) a Losanna. Collabora in questi anni con l'incisore e pittore Ernest Pizotti.
Inizia a farsi un nome nel 1964 con l'Expo 64 di Losanna grazie alle sue sculture di vetro cinetiche. Messen-Jaschin lavora per due anni presso il "Centro dell'Incisione contemporanea" di Ginevra. Successivamente è a Zurigo, dove amplia le proprie prospettive pittoriche assieme a Friedrich Kuhn.

### Scandinavia
Dal 1968 al 1970 diventa membro attivo della Scuola di Design e Artigianato presso l'Università di Göteborg, dove sperimenta e crea articoli tessili cinetici. Durante il 1967 conosce, a Göteborg, Jesús Rafael Soto, Carlo Cruz Diez e Julio Le Parc grazie ad un'esposizione presso il Museo di Arte Moderna. Discutendo con questi artisti scopre il suo interesse per l'arte ottica, ma poi decide di dedicarsi completamente all'arte cinetica. Di conseguenza passa più tempo a Göteborg, dove ha la possibilità di integrare il movimento e le forme geometriche nei suoi tessuti e nei suoi dipinti a olio. Le sue ricerche nell'arte ottica attirano l'attenzione della Scandinavia, dove in numerosi musei le sue opere sono considerate d'avanguardia.

### L'incontro con la Pop Art
Nel 1968 Jaschin vince il primo premio di "Arte dell'Incisione svizzera". Nello stesso anno ottiene una borsa di studio dallo stato svedese. Negli anni '70 vive ad Amburgo, dove continua a lavorare insieme ad artisti della Germania settentrionale su vari progetti monumentali. Nel 1970 realizza una scultura cinetica per il Gouldgesellschaft di Eistetten (nei pressi della foresta nera). Inoltre in questi anni fa conoscenza con gli artisti della Pop Art, come Andy Warhol, Tom Wesselmann e Jasper Johns, mentre risiede per qualche mese a New York; si appassiona all'uso dei colori di questo movimento artistico e concepisce il suo arazzo "More Light", il suo unico lavoro in stile Pop Art, che realizza nel suo studio svizzero di Zollikofen.

### La collaborazione con artisti sudamericani
Dal 1970 al 1981 si stabilisce a Berna. I suoi soggiorni all'estero gli consentono di allacciare contatti con gruppi di artisti che lavorano sullo stesso movimento artistico. L'architettura svolge un notevole ruolo nelle sue pitture e sculture. Discute delle sue ricerche con Oscar Niemeyer e Burle Marx a Rio de Janeiro, con Ruy Otake a San Paolo (Brasile) e con Clorindo Testa a Buenos Aires (Argentina). Nel 1982, durante un soggiorno a Buenos Aires, Youri Messen-Jaschin incontra e Gyula Kosice, cofondatore del movimento Arte Madí. Colpito dal rigore geometrico e percettivo delle sue opere, Kosice lo accoglie simbolicamente all’interno del gruppo Madí, riconoscendo una vicinanza artistica nell’ambito dell’astrazione e latinoamericana. Il suo viaggio si conclude a Caracas, dove mette in mostra le sue opere grazie all'aiuto finanziario della fondazione di Eugenio Mendoza, del Goethe Institut e dell'Alliance Française, poi esposte all'Ateneo di Caracas e durante il VI Festival internacional de Teatro (Festival internazionale del Teatro). A causa della svalutazione della moneta venezuelana e dell'instabilità politica del paese ritorna in Svizzera, dove nel 1984 dà vita allo spettacolo itinerante Mondo del Circo. Nel 1985 ottiene il premio mondiale della Cultura "Statua della Vittoria" – Centro studi e ricerche delle Nazioni di Calvatone (Italia). Continua il proprio percorso artistico e si specializza in "body art painting", che lo ha condotto, nel 2006, all'invito del quotidiano Le Matin al Montreux Jazz Festival (Svizzera).

## Mostre
- 1959 Internationaal markt van de kunsten Assen, Paesi Bassi;
- 1960 Galerie "La Palette" Parigi;
- 1960 Kunstheater Berna;
- 1960 Galeria 2000 Milano;
- 1960 Galeria del Nociolo Lugano;
- 1963 Galerie St.Gill Parigi;
- 1964 Vieux Bourg Losanna;
- 1964 Kunstgalerie Stoccolma;
- 1964 Centre de la Gravure contemporaine Ginevra;
- 1964 Expos 64 Losanna;
- 1964 Universitet Göteborg;
- 1964 Studentföreningen Gallery Göteborg;
- 1964 Galerie Migros Ginevra;
- 1964 Galerie Migros Neuchâtel;
- 1965 Atelier-Theater Berna;
- 1965 Galerie la Toile d'Araignée Chardonne-sur-Vevey;
- 1966 Modern Nordisk Konst Karlstadt, Svezia;
- 1966 Quinzaine Culturel Orbe "Centre de Jeunesse" Orbe, Svizzera;
- 1966 Galerie Club Neuchâtel;
- 1966 Galerie du Vieux-Bourg, Losanna;
- 1966 Galerie del Nocciolo Lugano;
- 1967 Galerie St.Gill Parigi;
- 1967 Atelier-Theater Berna;
- 1967 Internationaal Kunstmesse Emmelord, Paesi Bassi;
- 1967 Modern Nordisk Konst Göteborg;
- 1968 Musée Rath Ginevra (SPAS);
- 1969 Musée d'Arts et d'Histoire Ginevra 1er Salon Suisse de la Gravure contemporaine;
- 1970 V. Biennale de la Tapisserie Losanna;
- 1970 Restaurant Eichhalde Friburgo in Brisgovia Germania;
- 1970 Gould Gmbh Friburgo in Brisgovia Germania;
- 1970 Saipa SA Lugano;
- 1970 Moderna Museet (Grupputställningar) Göteborg;
- 1970 Expo-Form 70 Röhsska Museet Göteborg;
- 1970 Franskacenter Göteborg;
- 1971 Galerie Migros Losanna;
- 1971 Foundation Gould corporation Friburgo in Brisgovia, Germania;
- 1971 Elektronica Monaco di Baviera;
- 1971 Gewerbemuseum Berna;
- 1972 Aktionsgalerie 2 Berna, (Idoles);
- 1972 Katakombe Basilea (Idoles);
- 1972 Bündner Kunsthaus Coira, (Idols);
- 1972 Kunstkeller Berna;
- 1973 Müstermesse Basilea;
- 1973 Gewerbemuseum Berna, (artistes de Berne);
- 1973 Salon des Antiquaires Losanna;
- 1974 Aktionsgalerie 1 Berna;
- 1973/74 Kunsthalle Berna (artisti da Berna);
- 1974 3ème Biennale Internationale des Arts Mentone;
- 1974 1er Salon International de l'Architecture d'intérieur Ginevra;
- 1974 Aktionsgalerie 1 Berna;
- 1974 Semaine culturel Moutier, Svizzera;
- 1974 Kunstmuseum LuzernKiefer-Hablitzel Svizzera;
- 1974 Galerie Bertram Burgdorf, Svizzera (mostra di Natale);
- 1974/75 Kunsthalle Berna (artisti da Berna);
- 1975 Aktionsgalerie 1 Berna;
- 1975 Gewerbemuseum Berna (artisti da Berna);
- 1975 Gewerbemuseum Berna, Svizzera (artisti da Berna);
- 1979 Galerie Wallgraben Friburgo in Brisgovia, Germania;
- 1975 2ème Salon International de l'architecture d'intérieur Ginevra;
- 1975 Leuebrüggli Langenthal, Svizzera;
- 1975 Kunstsammlung und Schadau-Museum Thun, Svizzera;
- 1975 2ème Biennale de l'Humour et du Satire Gabrovo;
- 1975/76 Kunsthalle Berna (artisti da Berna);
- 1976 Musée des Beaux-Arts Le Locle, Svizzera;
- 1976 Mostra nazionale de sculptura Vira-Gambarogno, Svizzera;
- 1977 Fondation le Grand Cachot, Svizzera;
- 1977 Kunsthalle Berna (Textil, Glas, Holz, Ton, Stein, Metal);
- 1977 Aktionsgalerie 1 Berna (Sofortbild Polaroïd);
- 1977 Musée d'Art et d'Histoire Friburgo, Svizzera;
- 1978 4ème Biennale International des Arts Mentone;
- 1978 Gewerbemuseum Berna (artisti da Berna);
- 1978 Sculpture en Liberté Nyon, Svizzera;
- 1978 Galerie Henry Meyer Losanna;
- 1979 Atelier Urs Gerber Spiez Svizzera (Kunst-Gesellschaft Spiez);
- 1979 Kunstmuseum Berna;
- 1979 Galerie Wallgraben Friburgo in Brisgovia, Germania;
- 1979 3ème Biennale de la sculpture acrylique Costanza, Germania;
- 1980 Gewerbemuseum Berna (artisti da Berna);
- 1981 Ciolina Berna;
- 1983 Arte como Laser, Fundación Mendoza, Caracas;
- 1990 "Computer 90" Losanna;
- 1990 "Swissdata" (Müstermesse) Basilea;
- 1994 Walgraben Münster, Germania;
- 1994 1. International Art competition New York;
- 1995 2. International Art competition New York;
- 1997 Galerie Club Losanna;
- 1997 Société de Banque Suisse Renens, Svizzera;
- 1997-1998 Galerie Humus Losanna;
- 1998 2nd. Angel Orensanz Foundation/Center for the Arts «Installation Art Award» New York;
- 1998 Galerie Bertram Burgdorf, Svizzera;
- 2000 Premio Internazionale di Scultura "Terzo Millennio" Erbusco;
- 2000 "World festival of art on paper" Kranj, Slovenia;
- 2000 International Competition Celebrating Artistic Achievment/AIM Funds Management & The Federation of Canadian Artists Vancouver;
- 2000 "Plastique" Musée Arlaud Losanna (Visarte);
- 2000 Premio Internazionale di Scultura "Terzo Millennio" L'Angelicum Milano;
- 2001 Premio Internazionale di Scultura "Terzo Millennio" Palazzo Bonoris Brescia;
- 2003 International Exhibition of Contemporary Art Brasini Halls “Il Vittoriano” (monumento a Vittorio Emanuele II) Roma;
- 2006 Street promenade Losanna Visarte;
- 2007 Lipanjepuntin arte contemporaneo Roma;
- 2007 Musée de L'Elysée "Tous photographes" Losanna;
- 2007 International Print Exhibition Tokyo 2007 Tokyo;
- 2012 Mise à Sac Visarte Villa Dutoit Petit Saconnex-Geneva;
- 2012: MAM Museo Arte Moderno «Arte Conceptual Body art Youri Messen-Jaschin», San Paolo, Brasile [1];
- 2013 Youri Messen-Jaschin Op Art Galerie du Château Renens-Losanna;
- 2013 Youri Messen-Jaschin le magicien du Op Art Aminterartmania Ltd Losanna;
- 2014: Design Society Copenaghen;
- 2015: Prof. Pasche Paudex Svizzera;
- 2015-2016: "6th International painting mixed media" Sofia

## Premi

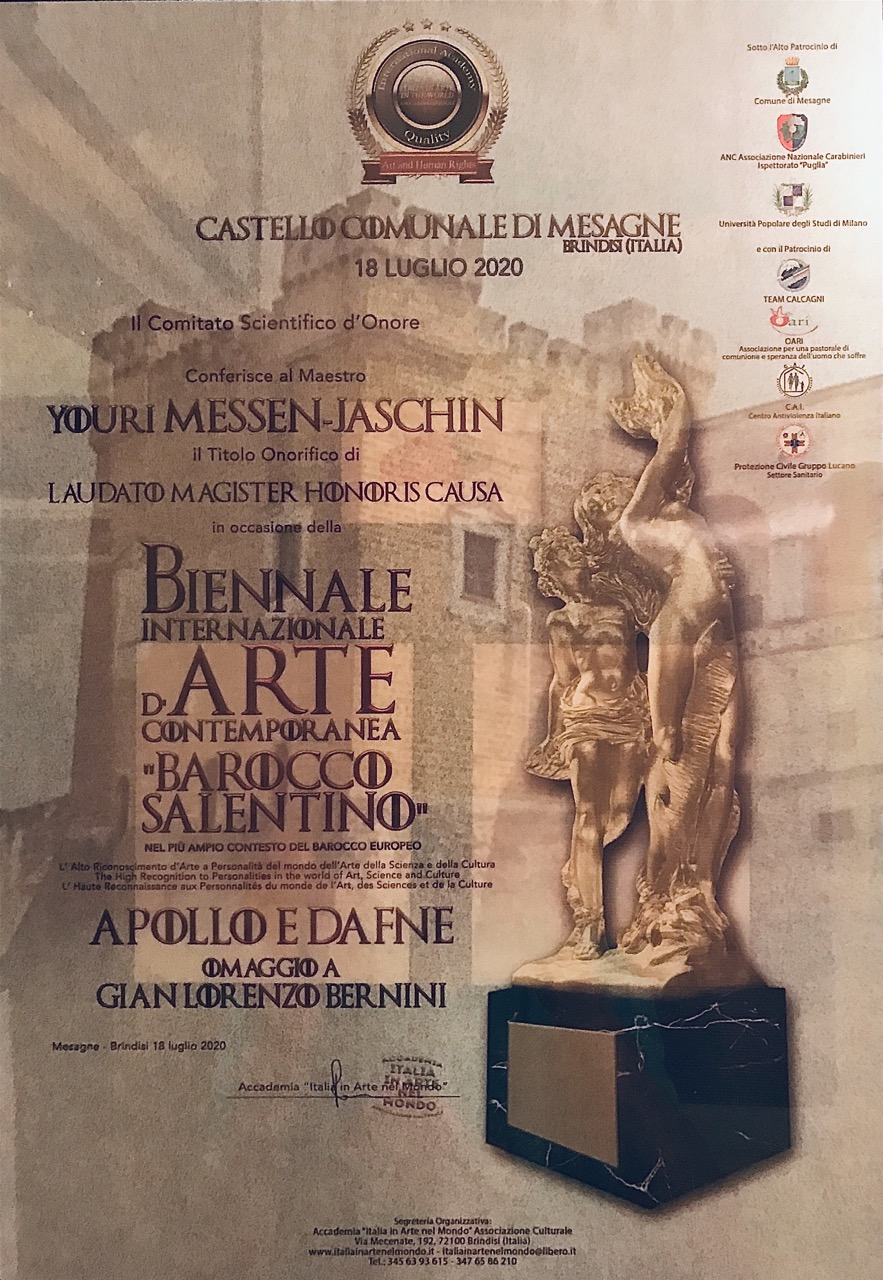
Titolo Onorifico Laudato Magister Honoris Causa, Mesagne 2020

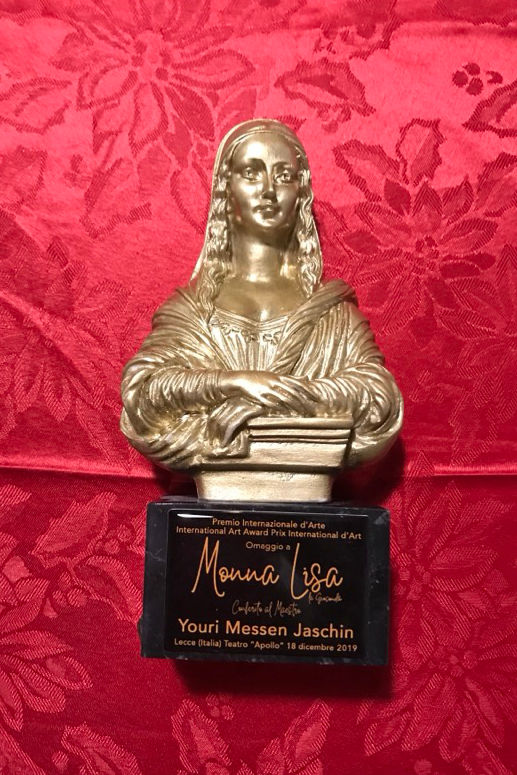
Monna Lisa Premio Internazionale d’Arte, Lecce, 2019

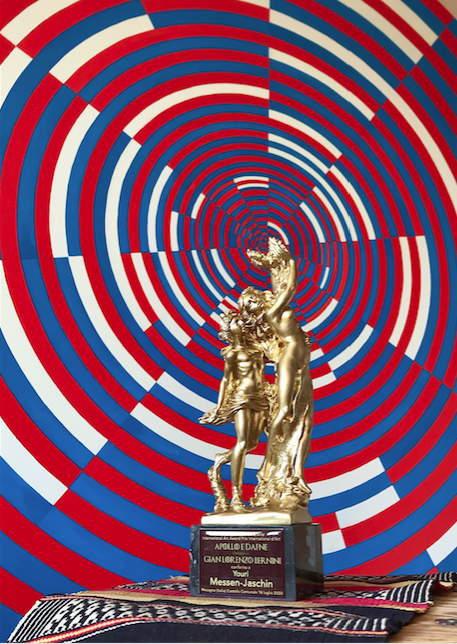
Arte Nel Mondo award, Mesagne 2020

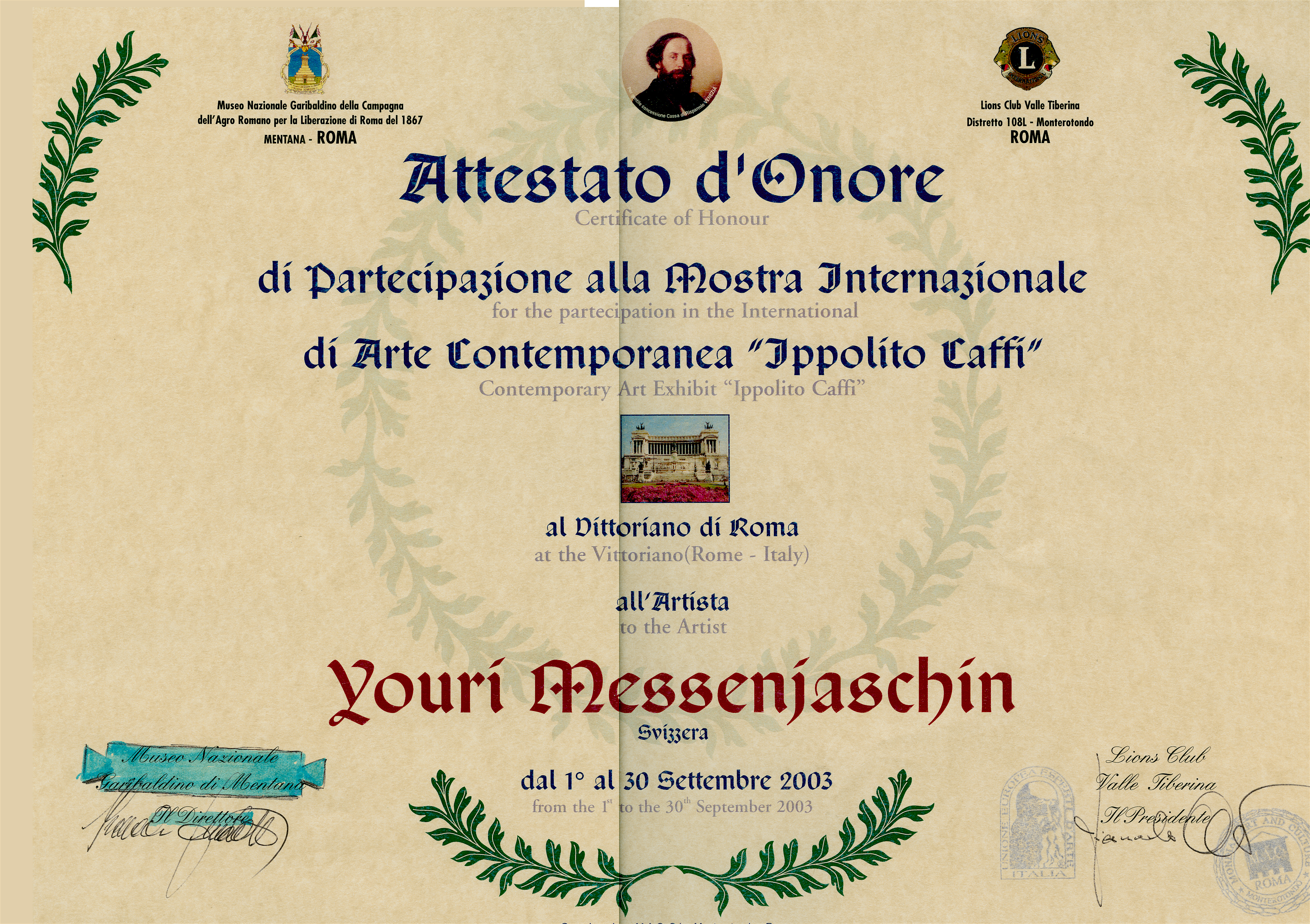
Attestato d’onore conferito a Youri Messen-Jaschin a Roma, 2003.

- 2020 Award for career and research in Op art | Academy Art - Sciences - culture, Brindisi Italy
- 2020 Award for two Muquarmas I+II (screenprinting), Biennale internazionale d’arte contemporanea, Mesagne Italy

Italy | Mesagne (Brindisi) | award 2020 | Academy art and sciences – Accademia Italia in arte del Mondo | 18.07.2020
délivré par Accademia Italia in Arte Nel Mondo, siège à Brindisi
- Italy | Brindisi | award 2020 | Titolo Onorifico Laudato Magister Honoris Causa | Biennale internazionale d’Arte contemporaneo | 18 Luglio 2020
- 2019: Award | Italy I teatro Apollo I Lecce 18.12.2019 I Accademia art and Sciences I Accademia Italia in Arte del Mondo

Accademia Italia in Arte e Sceiza Nel Mondo, siège à Brindisi
Premio per la mia ricerca in Op art
- Lecce | International Art Award diploma Italia Awarded to the Master Youri Messen-Jaschin by the Italian Academy of Sciences and Arts + Accademia Italia in Arte nel Mondo + Popular University of Milan 2019, Lecce Teatro Apollo | 18 dic. 2019
- Salsomaggiore Terme PR | Centro Studi e Ricerche delle Nazioni | Premio Mondiale della Cultura | Statua della Vittoria | 1985

## Opere

### Testi
- El nacimiento de la forma movimiento todos los estilos - todas las formas, Fundacion Eugenio Mendoza, Caracas, 1983
- Primera parte de los effectos especiales "The Empire Strikes Back" & segunda parte de los effectos especiales "Raiders of the lost Arc", Fundación Eugenio Mendoza, Caracas, 1983
- USA/La película animada - Steven Spielberg Fundación Eugenio Mendoza, Caracas, 1984
- Le monde des forains XVIe au XXe siècle - Die welt der schausteller Editions des Trois Continents Losanna, 1986 ISBN 2-88001-195-7
- Musées lausannois (Février) "Le monde des forains"/pages 1/N°.9/", Services des affaires culturelles Losanna, 1986
- Musées lausannois (Mai) "Costumes du cirque"/pages 5/N°.12/, Services des affaires culturelles Losanna, 1987
- Rivista Versión Original (Mars) "Crisis & Culture" & "La culture n'est pas un phenomene independant de la vie des hommes", Madrid, 1993
- Rivista "En Pie de Paz" "Sex & Repression", Barcellona, 1993
- 1993 "Mujeres en las artes & crisis & cultura" (Mai) Guia, collaborazione con MUAC Madrid, Edition Gráficas Gaia Madrid, Sovvenzionato dal Ministerio de Asuntos Sociales/Instituto de la Mujer, Madrid, 1993

## Teatro
- 1964 Embryo, Caracas;[2]
- 1982 Psicotronicó, Caracas[3]
- 1983 Ah! Ah! Barroco, Caracas
- 1983 La torta que camina, Caracas[4]